# Liste der Geotope im Landkreis Wesermarsch
Die Liste der Geotope im Landkreis Wesermarsch nennt die Geotope im Landkreis Wesermarsch in Niedersachsen.
| Geotop-Nr. | Bezeichnung            | Ort | Bemerkung | Koordinaten                     | Bild             |
| ---------- | ---------------------- | --- | --- | ------------------------------- | ---------------- |
| 2214/01    | Insel Mellum           | zwischen Jade und Weser, ca. 8 km ostnordöstlich Schillig                                                                   | Geotoptyp: Wattinsel. Ovale Form, Länge 5000 m, Breite 3000 m. Stratigraphie: Quartär-Küstenholozän. Naturschutzgebiet.                                                                                              | 53° 43′ 15,6″ N, 8° 8′ 56,4″ O  | weitere Bilder   |
| 2616/01    | Insel Strohauser Plate | in der Höhe des Ortes Rodenkirchen am Westufer der Weser gelegen.                                                           | Naturschutzgebiet "Strohauser Vorländer und Plate". | 53° 22′ 58,8″ N, 8° 28′ 58,8″ O | Strohauser Plate |
| 2815/01    | Gellener Torfmöörte    | im Gebiet der Städte Elsfleth (Landkreis Wesermarsch) und Oldenburg (Oldbg) und der Gemeinde Rastede (Landkreis Ammerland). | Geotoptyp: Niedermoor. Größe: 120 ha, davon 107,4 ha im Landkreis Wesermarsch. Petrographie: Niedermoor mit Resthochmoorflächen, liegt zwischen zwei Hochmooren. Naturschutzgebiet NSG-WE 137 "Gellener Torfmöörte". | 53° 11′ 24″ N, 8° 19′ 12″ O     | weitere Bilder   |